# ریچارد شوسترمن
ریچارد شوسترمن (به انگلیسی: Richard Shusterman)، فیلسوف پراگماتیست آمریکایی است. او که به‌خاطر مشارکت‌هایش در زیبایی‌شناسی فلسفی و حوزه نوظهور تن‌زیبایی‌شناسی شناخته می‌شود، در حال حاضر محقق برجسته در علوم انسانی و استاد فلسفه در دانشگاه آتلانتیک فلوریدا است.

## زندگی‌نامه و حرفه
ریچارد شوسترمن در ۳ دسامبر ۱۹۴۹ در خانواده‌ای یهودی ساکن فیلادلفیا، ایالات متحده آمریکا به دنیا آمد. در ۱۶ سالگی خانه را ترک کرد و به اسرائیل رفت، و در آن‌جا تحصیلات خود را ادامه داد، و در دانشگاه عبری اورشلیم به تحصیل در رشته زبان انگلیسی و فلسفه پرداخت. در آن‌جا مدرک لیسانس زبان انگلیسی و فلسفه و بعدتر مدرک کارشناسی ارشد در فلسفه دریافت کرد.
شوسترمن پس از تدریس در مؤسسات آکادمیک مختلف اسرائیل، و تصدی سمت در دانشگاه بن گوریون، به‌عنوان عضو مدعو در کالج سنت‌آنتونی، آکسفورد مشغول به کار شد. شوسترمن تحصیلات دکترای خود را در طول سال تحصیلی ۱۹۸۴–۱۹۸۵، در رشته فلسفه در دانشگاه آکسفورد تکمیل کرد. استاد راهنمای دکترای او جی.او. اورمسون و ممتحنان او استوارت همپشایر و پاتریک گاردینر بودند. شوسترمن در سال ۱۹۸۶ دانشیار فلسفه در دانشگاه تمپل، فیلادلفیا، ایالات متحده آمریکا شد. در سال ۱۹۸۸ به سمت استادی منصوب شد و در سال ۱۹۹۱ به استاد ممتاز ارتقا یافت. سپس بین سال‌های ۱۹۹۸ تا ۲۰۰۴ به‌عنوان رئیس بخش فلسفه خدمت کرد.
شوسترمن در سال ۲۰۰۴ دانشگاه تمپل را ترک کرد تا پژوهشگر علوم انسانی در دانشگاه آتلانتیک فلوریدا، بوکا راتون شود، او همچنین در این دانشگاه دارای رتبه پروفسور در بخش‌های فلسفه و زبان انگلیسی است.
شوسترمن در طول سال‌های تحصیل در دانشگاه اورشلیم بر فلسفه تحلیلی تمرکز کرد. پایان‌نامه دکترای او با عنوان «موضوع نقد ادبی» که در کالج سنت‌آنتونی، زیر نظر جو اورمسون نوشته و از آن دفاع کرده بود، به دانشگاه آکسفورد منتقل شد.
در سال ۱۹۸۸، دومین کتاب شوسترمن به‌نام «تی. اس. الیوت و فلسفه نقد» منتشر شد، و همراه با آن چرخشی در تمرکز فلسفی او نیز به‌وجود آمد. توجه شوسترمن، تحت‌تأثیر آثاری که کتاب و تجربیات شخصی او را پایه ریخت، از فلسفه تحلیلی به پراگماتیسم منتقل شد. او همچنین شروع به کار برای توسعه نظریه تن‌زیبایی‌شناسی پراگماتیست کرد؛ که بر اساس زیبایی‌شناسی جان دیویی شکل گرفته بود؛ اما با روش‌های استدلالی و ابزارهای فلسفه تحلیلی احیا شده‌است.
سومین کتاب او با نام «زیبایی‌شناسی پراگماتیست» در سال ۱۹۹۲ منتشر شد، این کتاب پیشرفت بزرگی در حرفه آکادمیک شوسترمن به ارمغان آورد. رویکرد اصلی کتاب به مسائل مربوط به تعریف هنر، کل‌های ارگانیک، تفسیر، هنر عامه‌پسند و اخلاق ذوقی، موجب شهرت او در عرصه بین‌المللی شد؛ زیرا کتاب به ۱۴ زبان (فرانسوی، آلمانی، فنلاندی، پرتغالی، لهستانی، ژاپنی، کره‌ای، چینی، اسپانیایی، اسلواکیایی، مجارستانی، رومانیایی، ایتالیایی و روسی) ترجمه و منتشر شد. موقعیت شوسترمن با سه تألیف بعدی بیشتر تقویت شد: "تمرین فلسفه" در سال ۱۹۹۷، "اجرای زنده" در سال ۲۰۰۰، و "سطح و عمق" در سال 2002. که در این آثار، او سنت پراگماتیست را ادامه داد و توجه و انتقادات متعددی را، نه تنها در میان فیلسوفان حرفه‌ای، بلکه در زمینه‌های مطالعات ادبی و فرهنگی برانگیخت.
شوسترمن مفهوم کار خود را در تمرین فلسفه، با زیبایی‌شناسی معرفی می‌کند، او در کتاب "اجرای زنده" این موضوع را توضیح می‌دهد. تمرکز زیبایی‌شناسی در دو کتاب بعدی شوسترمن، "آگاهی بدنی: فلسفه ذهن آگاهی و تن‌زیبایی‌شناسی" و "تفکر از طریق بدن: مقالاتی در زمینه تن‌زیبایی‌شناسی" نیز مشهود است.
در سال ۲۰۰۷، شوسترمن برای توسعه تن‌زیبایی‌شناسی، مرکز بدن، ذهن و فرهنگ را در دانشگاه فریدریش-آلکساندر ارلانگن-نورنبرگ تأسیس کرد. او عضو چندهیئت تحریریه است و کمک‌های مالی و کمک هزینه‌های مهمی از بنیاد ملی علوم انسانی، کمیسیون فولبرایت، و بنیاد هومبولت برای تحقیقاتش به او اختصاص داده شده‌است.
یکی از عوامل مهم تأثیرگذار بر فلسفه شوسترمن، فعالیت بین‌المللی او بوده‌است. به عنوان مثال، کار او در فرانسه با پیر بوردیو، در دانشگاه سوربن و کالج بین‌المللی فلسفه، به آرای او در مورد عمل‌گرایی اجازه داد تا سنت فلسفی معاصر فرانسه را درگیر کند و به کار گیرد. پروفسور فولبرایت در برلین باعث شد که عمل‌گرایی او با فلسفه معاصر آلمان تلاقی نزدیک‌تری داشته باشد. به‌طور مشابه، سال‌هایی که او به‌عنوان استاد پژوهشی مدعو در هیروشیما، ژاپن و در پکن و شاندونگ در چین گذراند، مطالعه او را در مورد فلسفه شرق و عمل ذن را تسهیل کرد.
فلسفه شوسترمن فراتر از محدوده زندگی آکادمیک است. در سال ۱۹۹۵، او یکی از اعضای نماینده پروژه یونسکو، «فلسفه و دموکراسی» در جهان بود، و چندین سال پروژه یونسکو با عنوان «موسیقی: موسیقی، شهرسازی، ادغام اجتماعی و فرهنگ» را مدیریت کرد. در سال ۲۰۱۲، پروژه‌ای را به سفارش یونسکو تهیه کرد که هدف آن استفاده از اینترنت برای تحریک جوانان دنیا برای غوطه‌ور شدن در گفتگو دربارهٔ صلح و خشونت، از طریق رسانه هنر است. با یادآوری مفهوم کلاسیک یونانی آموزش، این پروژه PAIDEIA نام‌گذاری شده‌است؛ مخفف صلح از طریق هنر و گفتگوی اینترنتی برای آموزش و انجمن بین‌فرهنگی. در طول سال‌های ۱۹۹۸–۲۰۰۴، او یک انجمن گفتگوی عمومی با عنوان «گفت‌وگوها در میدان» را در کتاب‌فروشی اصلی فیلادلفیا بارنز اند نوبل سازمان‌دهی کرد. در سال ۲۰۰۲، گواهی‌نامه حرفه‌ای خود را به‌عنوان یک پزشک فلدنکرایس دریافت کرد، و از آن زمان به‌عنوان استاد، محقق، مدرس، مدیر مرکز بدن، ذهن و فرهنگ، مربی جسمانی و درمان‌گر کار کرده‌است.

## کار فلسفی

### جایگاه شوسترمن در پراگماتیسم معاصر
پراگماتیسم معاصر را می‌توان به دو زیرشاخه تقسیم کرد. نئوکلاسیک و نوعمل‌گرایی. دومی را ریچارد رورتی به‌خوبی به‌عنوان ملغمه‌ای از عناصر پراگماتیسم کلاسیک و فلسفه تحلیلی توصیف کرده‌است، که با ایده‌های متفکران قاره‌ای مانند مارتین هایدگر تکمیل می‌شود. پراگماتیسم نئوکلاسیک، توسط سوزان هاک طرح شده، و در توسعه سنت کلاسیک محافظه‌کارتر است، و موضعی انتقادی نسبت به تفسیر رورتی از آن اتخاذ می‌کند.
عمل‌گرایی شوسترمن جایی در میانه بین مواضع فوق‌الذکر قرار دارد. اگرچه پیشینه تحلیلی او و پذیرش برخی از ایده‌های رورتی (او حتی افکار خود و رورتی را تحت مقوله مشترک «پراگماتیسم تبارشناسی-شعری بازسازی‌گرایانه» قرار می‌دهد) ظاهراً او را به یک پراگماتیست نو تحلیلی تبدیل می‌کند. اهمیت مفهوم تجربه، که رورتی مایل است آن را با مفهوم زبان جایگزین کند، کاملاً با موضع نئوکلاسیک مطابقت دارد.
علایق شوسترمن علاوه بر پراگماتیسم کلاسیک و فلسفه تحلیلی، سنت‌ها و رشته‌های مختلفی را نیز در بر می‌گیرد: قاره‌ای (پیر بوردیو) و فلسفهٔ میشل فوکو، میشل دو مونتنی، فردریش نیچه، ماتیاس الکساندر، و همچنین اندیشه آسیای شرقی (کنفوسیوس).
این تنوع علایق و الهامات، بازتاب خود را در حوزه کار فلسفی شوسترمن می‌یابد، که نه‌تنها زیبایی‌شناسی، بلکه متافیزیک، اخلاق، فلسفه زبان، نظریه سیاسی و همچنین متافلسفه را نیز در بر می‌گیرد. که در آن، او از ایده فلسفه به‌عنوان هنر زندگی یاد می‌کند.

### تجربه
تجربه به‌مثابه یک مقوله اساسی در پراگماتیسم شوسترمن عمل می‌کند؛ هم از نظر روش‌شناسی (پراگماتیست باید همیشه از روی تجربه کار کند)، و هم از نظر هستی‌شناسی یا معرفت‌شناسی (تجربه «یک پیوند معامله‌ای از انرژی‌های متقابل است که خود تجسم یافته و محیط را به هم متصل می‌کند.»). اما برخلاف جان دیویی، شوسترمن درگیر ساختن یک مفهوم متافیزیکی کلی نیست. او نظرات مهمی در مورد بینش دیویی ارائه کرده‌است، و از ایده دیویی مبنی بر تجربه غیرگفتمانی در برابر انتقادی که توسط ریچارد رورتی ارائه شده‌است، دفاع می‌کند.
در حالی که رورتی با تعهد دیویی به رد بنیادگرایی معرفت‌شناختی موافق است، او (رورتی) معتقد است که مفهوم زبان برای دست‌یابی به این هدف مناسب‌تر است، تا مفهوم تجربه غیرگفتمانی که دیویی ترجیح می‌دهد. رورتی همچنین می‌گوید که نظریه دیویی خود به نسخه‌ای از مبناگرایی فرو می‌ریزد، جایی که تجربه غیرگفتمانی به‌عنوان شاهدی برای ادعاهای دانش خاص عمل می‌کند.
شوسترمن به این موضوع پاسخ می‌گوید: (الف) محور ضدبنیادگرایی مفهوم زبان، آن‌طور که رورتی می‌بیند واضح نیست (در واقع زبان اغلب به‌عنوان مقوله بنیادگرایانه استفاده می‌شود). (ب) دیویی هرگز واقعاً قصد طرح نظریه (خود مبنی بر «تجربه نوعی مبناگرایی معرفت‌شناختی است») را نداشت. بلکه می‌خواست غنا و ارزش تجربه آنی از جمله «بعد بی‌واسطه تجربه جسمانی» را تجلیل کند، و بر نقش مثبتی که چنین تجربه‌ای می‌تواند در بهبود کیفیت زندگی انسان ایفا کند، تأکید کند. او استدلال می‌کند که نظریه دیویی در نهایت توسط نوعی مبناگرایی خراب شد (نه آن چیزی که رورتی دیویی را به آن متهم می‌کند، بلکه ادعا می‌کند که کیفیت خاص تجربه فوری چسبی است که تفکر منسجم را ممکن می‌سازد)، شوسترمن معتقد است که ارزش فلسفی تجربه را می‌توان و باید در قالبی ضدبنیادگرایانه مجدداً بازخوانی کرد.
به نظر شوسترمن و همچنین دیویی، تمرین‌های مراقبه شرقی ادراک را برای درک وابستگی ما به نظم اخلاقی جامعه ترمیم می‌کند. شوسترمن تأکید می‌کند که حتی اگر، همان‌طور که رورتی ادعا می‌کند، نقد ویلفرد سلرز از اسطوره موجود ثابت کند که تجربه جسمی فوری و غیرگفتمانی را نمی‌توان در معرفت‌شناسی ادغام کرد، مانع از آن نمی‌شود که این تجربه ممکن است به‌طور مفید در فلسفه به کار رود، زیرا غیر از این اندیشیدن، به این معناست که به اشتباه تمام فلسفه را با یکی از زیرشاخه‌های آن، یعنی نظریه شناخت، ادغام می‌کنیم. و این واقعیت که ما به سختی می‌توانیم هر شکلی از کاربرد تجربه جسمی را در قلمرو فلسفه تصور کنیم، دلیلی بر غیرممکن بودن آن نیست، بلکه بیشتر نشان می‌دهد که تصور ما از فلسفه تحت سلطه یک پارادایم ایده‌آلیستی است، که طبیعتاً با فلسفه در خصومت است.

### تعاریف هنر
شوسترمن همچنین با ارائه بینش‌های فرانظری و همچنین تعاریف خود، به مشکلات فلسفی تعریف هنر می‌پردازد.
در سطح فرانظری، او تعاریف ذات‌گرایانه و طبقه‌بندی‌کننده هنر (که توسط فلسفه تحلیلی سنتی ترجیح داده می‌شود) را نقد می‌کند. او آن‌ها را «تعریف لفافه‌دار» می‌نامد، زیرا هدف آن‌ها «پوشش کامل» مصادیق (معناشناسی) مفهوم هنر است. شوسترمن این تعاریف را با توجه به ارزش و ماهیت مورد مناقشه هنر، و همچنین توسعه غیرقابل پیش‌بینی آن در آینده مشکل‌ساز می‌داند. او بیان می‌کند که برای تعاریف هنر هدفی وجود دارد که مهم‌تر از پوشش مفهومی است که جهت‌دهنده/تحول‌کننده در «روشن کردن نقطه و ارزش ویژه هنر یا بهبود هنر» است.
او می‌گوید که این ایده‌ها ممکن است همگرا باشند، اما از آن‌جایی که ممکن است گاهی همگرا نباشند، حذف هر گونه تعاریفی تنها بر این اساس که استانداردهای اعتبار طبقه‌بندی را برآورده نمی‌کنند، غیرقابل قبول است، مانند تعاریف ارزیابی‌کننده که می‌توانند به تنهایی مفید باشند. علاوه بر بحث در مورد تعاریف پوشش مفهومی، شوسترمن همچنین از تعاریف خاصی از این نوع که توسط جورج دیکی و آرتور دانتو ابداع شده‌بود، انتقاد کرده‌است.
شوسترمن از تعریفی از هنر حمایت می‌کند که به‌عنوان تجربه‌ای است متأثر از تعریف دیویی، و با تغییرات قابل‌توجه. در حالی که او اکثر عناصر اصلی را برای درک دیویی از این تجربه می‌پذیرد (مثلاً این‌که نمی‌توان آن را به دنیای ذهنی خصوصی سوژه تقلیل داد که بیشتر تعاملی بین سوژه و ابژه است)، برخی از آن‌ها را مشکوک می‌داند. (به‌عنوان مثال اصرار دیویی بر وحدت و انسجام تجربه زیبایی‌شناختی که شوسترمن می‌خواهد آن را با زیبایی‌شناسی گسست تکمیل کند).
او می‌گوید که دیویی اشتباه کرده‌است که تعریف خود از هنر را به‌عنوان تجربه‌ای از یک تعریف پوشش مفهومی سنتی تلقی می‌کند؛ بنابراین آن را در برابر نقدهای معتبر آسیب‌پذیر می‌کند، که هم بسیار محدود و هم بسیار گسترده‌است (برخی آثار هنری هستند که تجربیات زیبایی‌شناختی ایجاد نمی‌کنند و برعکس، در برخی موارد تجربه زیبایی‌شناختی با پدیده‌هایی همراه است که به سادگی نمی‌توان آن‌ها را به‌عنوان هنر بازتعریف کرد، مانند زیبایی طبیعی). او همچنین می‌گوید، کاری که دیویی باید به جای آن انجام می‌داد این بود که نقش هدایت‌کننده و دگرگون‌کننده‌ای را که در بالا ذکر شد به آن اختصاص می‌داد. شوسترمن بیان می‌کند که با این تصور، تعریف هنر به‌عنوان تجربه، دارای ارزش غیرقابل انکاری است، زیرا اگرچه نمی‌تواند کل بسط مفهوم هنر را دربرگیرد، اما «بر شرایط زمینه، جهت و هدف ارزشمند هنر تأکید می‌کند» (یعنی زیبایی‌شناسی). و همچنین به گسترش قلمرو هنر با به چالش کشیدن تقسیم سفت و سخت بین هنر و کنش کمک می‌کند، که توسط تعاریفی پشتیبانی می‌شود که هنر را به‌عنوان تقلید، پوئیسیس (در نشانه‌شناسی، پوئیسیس فعالیتی است که در آن شخص چیزی را به وجود می‌آورد که قبلاً وجود نداشته‌است) یا عمل محدود تعریف‌شده توسط دنیای هنر نهادی تعریف می‌کند.
شوسترمن همچنین از تعریفی از هنر به‌عنوان نمایشنامه‌سازی حمایت می‌کند، که مکمل تعریفی است که او از دیویی تأثیر گرفته‌است. نه تنها با روشن کردن ماهیت هنر از زاویه‌ای متفاوت، بلکه با خدمت به هدفی متفاوت، و در عین حال به همان اندازه مهم. با پیوند روایت‌هایی از زیبایی‌شناختی متضاد هنر: تاریخ‌گرایی و طبیعت‌گرایی. از آن‌جایی که مفهوم نمایش‌نامه دو لحظه مهم را در بر می‌گیرد و آن را هماهنگ می‌کند: قرار دادن چیزی در یک قاب رسمی (مثلاً قاب اجرای تئاتر) و محتوای تجربی‌ای که قاب می‌شود، خود را به‌عنوان یک ترکیب بالقوه نشان می‌دهد؛ فرمولی برای تاریخ‌گرایی و طبیعت‌گرایی که، شوسترمن آن را بیان می‌کند. می‌توان این فرمول را به تأکید بر چارچوب نهادی رسمی هنر (تاریخ‌گرایی) یا شدت تجربی، که هنر را چنین توصیف می‌کند (ناتورالیسم) تقلیل داد.
هر دو تعریف شوسترمن موضوع تفسیرها و انتقادات بسیاری شده‌است.

## تأویل
از میان بسیاری از مباحثی که علوم انسانی معاصر را برانگیخته‌است، یکی از مهم‌ترین آن‌ها به مسئله تأویل اختصاص دارد. شوسترمن با ویرایش «چرخش تفسیری» و همچنین اعلام نظرات خود در این موضوع شرکت کرده‌است. گزارش شوسترمن از تأویل در تقابل با زیبایی‌شناسی تحلیلی و ساختارشکنی، که اغلب گفته می‌شود دو قطب مخالف نظریه تفسیری معاصر را تشکیل می‌دهند، ساخته شده‌است. همان‌طور که او ادعا می‌کند، هر دوی آن‌ها "تصویری از درک، به‌عنوان بازیابی (یا بازتولید یک معنا) شیء خاص را به اشتراک می‌گذارند، اما در مورد امکان چنین عملی با هم اختلاف دارند. ساختارشکنی‌ها، که دیدگاه خود را از زبان به‌عنوان "بازی سیستماتیک تفاوت‌ها فرض می‌کنند، ادعا می‌کنند که این‌طور نیست، و از این رو هر خوانشی را یک «نادرست خواندن» می‌دانند، در حالی که زیبایی‌شناسان تحلیلی خلاف این فکر می‌کنند، و معمولاً معنای کار عینی را به‌عنوان "تثبیت متافیزیکی در اثر هنری" و شناسایی آن با نیت هنرمند یا «ویژگی‌های معنایی خود اثر» می‌دانند.
برای اجتناب از افراط، شوسترمن مفهومی از معنای متنی را با الهام از ویتگنشتاین (و مفهوم او از بازی‌های زبانی) پیشنهاد می‌کند، که در آن معنا به‌عنوان رابطه‌ای از درک در نظر گرفته می‌شود، و اصطلاح اخیر به‌عنوان «توانایی برای رسیدگی یا پاسخ به [چیزی]، و به روش‌های پذیرفته‌شده خاصی» است، که اگرچه توسط جامعه به اشتراک گذاشته شده و مشروعیت می‌یابد، اما می‌تواند کاملاً متفاوت باشد و «بازی‌های تفسیری» متنوعی را تشکیل دهد.
بنابراین، تفسیر عملی (چه موفقیت‌آمیز باشد و چه محکوم به شکست) برای کشف معنای متن نیست، بلکه ساختن آن، یا به قول شوسترمن، «معنا بخشیدن» به متن است. یکی از پیامدهای این روایت این است که صحت تفسیر همیشه به «قوانین» (معمولاً ضمنی) یک بازی تفسیری معین مربوط است. از آن‌جایی که بسیاری از بازی‌های غیرقابل قیاس مختلف به‌طور هم‌زمان وجود دارند، و از آن‌جایی که برخی از آن‌ها در طول تاریخ دست‌خوش تغییرات قابل‌توجهی شده‌اند (و برخی از آن‌ها ممکن است خارج از استفاده شده باشند)، می‌توان از تعدد تفسیرهای صحیح از یک متن صحبت کرد. ابعاد هم‌زمان و دیاکرونیک (دیاکرونیک مطالعه یک زبان در دوره‌های مختلف تاریخ است) پیامد دیگر این نظریه، کثرت‌گرایی منطقی شوسترمن است، که ادعا می‌کند نه تنها می‌توان تفاسیر متفاوت (حتی متناقض) و در عین حال به همان اندازه درست (که فقط یک کثرت‌گرایی شناختی خواهد بود) وجود داشته باشد، بلکه ادعا می‌کند که اشکال مشروعی از نزدیک شدن به متون وجود دارد که چنین نیست. حتی حقیقت یا معقول بودن تفسیری را هدف قرار دهید، بلکه اهداف مفید دیگری را هدف قرار دهید (مثلاً ایجاد لذت یا مرتبط‌تر کردن متن قدیمی برای خوانندگان معاصر).

یکی دیگر از مشارکت‌های شوسترمن در نظریه تأویل، نقد دیدگاهی است که او آن را «جهان‌شمولی هرمنوتیک» می‌نامد و به هانس گئورگ گادامر، الکساندر نهاماس و استنلی فیش و دیگران نسبت می‌دهد. شوسترمن با موافقت با محور اساسی ضدبنیادگرایی موضع جهانی‌گرایان هرمنوتیک، تز آن‌ها را که «درک، خواندن، فهمیدن یا اصلاً رفتار هوشمندانه … همیشه باید تفسیر باشد» را رد می‌کند و می‌کوشد آن را با بسیاری از استدلال‌ها رد کند. او همچنین اصرار دارد که مفهوم تأویل به مقوله‌ای متضاد نیاز دارد تا معنای خود را تضمین کند. اگر همه چیز تأویل باشد، مفهوم خود را از دست می‌دهد. شوسترمن استدلال می‌کند که درک فوری و غیر تفسیری می‌تواند نقش تضاد را ایفا کند. شوسترمن با الهام از نظریه دایره هرمنوتیک ویتگنشتاین و هایدگر پیشنهاد می‌کند:
بی واسطه بودن درک بی‌وقفه از زبان (مانند زمانی که من فوراً عبارات ساده و مناسب زبانی را که به خوبی می‌شناسم می‌فهمم) و واسطه بودن تفسیرها (مانند زمانی که با یک گفته یا متنی روبرو می‌شوم که از نظر معنای آن را نمی‌فهمم، ارتباط متنی دارد و سپس باید بفهمیم که منظور از آن چیست).
در میان دست‌آوردهای شوسترمن در نظریه تأویل، گزارش‌هایی از نقد ادبی او در دوره تحلیلی اولیه‌اش و همچنین استدلال‌های عمل‌گرایانه‌اش علیه نیت‌گرایی تفسیری و نقد تبارشناسی او از ساختارشکنی (هارولد بلوم، جاناتان کالر) وجود دارد. نظریه‌های ادبی تحلیلی (جوزف مارگولیس) و نئوپراگماتیست (ریچارد رورتی، استنلی فیش، والتر بن مایکلز و استیون کنپ) که همه در هسته آرای خود توسط ایدئولوژی اداره می‌شوند.

### هنر عامه‌پسند
به گفته شوسترمن، یکی از مبرم‌ترین مشکلات اجتماعی-فرهنگی امروز، مشروعیت بخشیدن به هنر عامه‌پسند است. او احساس می‌کند که اگرچه هنر عامه‌پسند اکنون ممکن است از نظر اجتماعی توجیه‌پذیر به نظر برسد، اما ارزش هنری آن هنوز مورد تردید است، که منجر به مشکلات زیر می‌شود:
- هنر عامه‌پسند «از مراقبت و کنترل هنری محروم می‌شود»، کنترلی می‌تواند آن را در برابر تأثیر منفی بازار محافظت کند.».[۴۷]
- این نوع هنر نمی‌تواند کاملاً رضایت‌بخش باشد، زیرا با احساس تحقیر، که با عدم تأیید صریح نهادهای هنری رسمی، از اشکال هنری رایج در مخاطبان ایجاد می‌شود، میزان رضایت کاهش می‌یابد.
- این وضعیت به نوبه خود باعث تشدید شکاف‌های دردناک در جامعه و حتی در خود ما (متفکران) می‌شود.[۴۸]

شوسترمن که مدافع صادق زیبایی‌شناسی عامه‌پسند است، مراقب است که موضع خود را از عذرخواهی یک‌طرفه متمایز کند و ترجیح می‌دهد آن را به‌عنوان «بهبودباوری» (این باور که جهان تمایل به بهبود دارد و انسان‌ها می‌توانند به بهبود آن کمک کنند) توصیف کند، که "نقایص و سوء استفاده‌های هنر عامه را تشخیص می‌دهد، اما همچنین شایستگی‌های آن را می‌شناسد [در حالی که معتقد است] هنر عامه باید به‌صورت «بهبود یافته» وجود داشته باشد، زیرا می‌تواند به شایستگی‌های زیبایی‌شناختی واقعی دست یابد و در خدمت اهداف اجتماعی باشد. شوسترمن با به کار بستن مهارت‌های خود، از دو طریق به دنبال مشروعیت زیبایی‌شناختی برای هنر عامه‌پسند است:
- در سطح نظری کلی:
  - او تعریف هنر را به‌عنوان تجربه ترویج می‌کند، با این فرض که می‌تواند بر مشروعیت هنری «هنر عامه‌پسند» (مثلاً موسیقی راک) تأثیر بگذارد، که تجربه زیبایی‌شناختی مکرر، و شدیداً لذت‌بخش را برای بسیاری از مردم از بسیاری از ملت‌ها و فرهنگ‌ها فراهم می‌کند.[۵۰]
  - استدلال‌های متقابلی برای تأثیرگذارترین انتقادات از هنر عامه ارائه می‌کند (به عنوان مثال، تئودور دبلیو. آدورنو و آلن بلوم[۵۱]).
  - پدیده سرگرمی را (هم در سطح مفهومی-ریشه‌شناختی و هم در سطح تبارشناسی) تحلیل می‌کند، تا نقش مثبت حیاتی آن را در وجود انسان برجسته کند.[۵۲]
- شوسترمن همچنین به نقد زیبایی‌شناختی ژانرهای خاص هنرهای عامه‌پسند و آثار ملموس آن می‌پردازد، و در مورد ارزش هنری موسیقی کانتری و رپ بحث می‌کند.[۵۳] آنچه شایان ذکر است این است که شوسترمن احتمالاً اولین فیلسوف هنری بود که در مورد رپ نوشت،[۵۴] و علیرغم این واقعیت که درستی برخورد او با این سبک موسیقی گاهی زیر سؤال می‌رود،[۵۵] نقش پیش‌گامانه او در این زمینه نمی‌تواند رد شود.

### تن‌زیبایی‌شناسی
تن‌زیبایی‌شناسی اصطلاحی است که توسط شوسترمن برای نشان دادن رشته فلسفی جدیدی که او به‌عنوان راه حلی برای مشکلات زیر ابداع کرده‌است ابداع کرد:
- به گفته شوسترمن، مشغله فزاینده فرهنگ غربی با بدن هنوز پاسخ مناسبی در قلمرو فلسفه پیدا نکرده‌است. صرفاً از امر جسمانی غفلت می‌کند، و آن را متنی می‌کند، یا آن را به تفاوت‌های جنسیتی یا نژادی تقلیل می‌دهد، و بنابراین مایل یا قادر به مقابله نیست. جنبه‌های منفی رونق فعلی بدن (مانند این تمایل که «آرمان‌های زیبایی‌شناختی معاصر بدن در اسارت کلیشه‌های سطحی و ظالمانه باقی می‌مانند، و بیشتر در خدمت افزایش سود برای صنایع آرایشی هستند تا غنی‌سازی تجربه ما از انواع جذابیت‌های بدنی»).[۵۶]
- علیرغم فراوانی نسبی رشته‌های اومانیستی که به بدن اختصاص داده شده‌اند:
  - یک چارچوب مفهومی که بتواند تلاش‌های آن‌ها را یکپارچه کند (و همچنین امکان هم‌کاری بهتر آن‌ها با علوم طبیعی و روش‌های مختلف جسمی را فراهم کند).
  - "یک جهت‌گیری عمل‌گرایانه روشن؛ چیزی که فرد می‌تواند مستقیماً آن را به رشته‌ای از تمرین جسمانی بهبودیافته تبدیل کند.[۵۷]
- زیبایی‌شناسی فلسفی به‌دلیل «غفلت عمدی بدن در متن پایه‌گذار زیبایی‌شناسی مدرن بومگارتن، توجه بسیار کمی به بدن داشته‌است؛ غفلتی که توسط نظریه‌های روشن‌فکرانه و ایده‌آلیستی بعدی (از کانت تا هگل و شوپنهاور، و به بعد تا نظریه‌های معاصر) تقویت شد. که بر تفکر بی‌غرض تأکید می‌کند)».[۵۸]

شرایط فوق، ماهیت تن‌زیبایی‌شناسی را به‌عنوان پروژه‌ای فیلسوفانه-زیبایی‌شناختی، و در عین حال بین‌رشته‌ای، نظریه و عمل تعیین کرده‌است که می‌توان آن را این‌گونه تعریف کرد:
«مطالعه انتقادی و بهبودبخش از تجربه و استفاده از بدن خود، به‌عنوان منبع قدردانی حسی-زیبایی‌شناختی و خودسازی خلاقانه …، اختصاص داده شده [همچنین] به دانش، گفتارها و رشته‌هایی که چنین مراقبت‌های جسمی را ساختار می‌دهند، یا می‌توانند آن را بهبود بخشند.»
برای روشن شدن اصطلاحات، لازم به‌ذکر است که شوسترمن عمداً واژه «سوما» (به جای «بدن») را پیشنهاد می‌کند، تا بر یکی از ویژگی‌های مهم برداشت خود از جسمانی بودن تأکید کند. برای شوسترمن (که از این نظر شاگرد واقعی دیویی است) ابعاد جسمانی و ذهنی (و همچنین فرهنگی و بیولوژیکی) انسان اساساً جدایی‌ناپذیر است، و برای دلالت بر این وحدت (این ادراک حساس «بدن-ذهن») است. او ترجیح می‌دهد از اصطلاح «سوما» استفاده کند که بر خلاف «بدن» به‌طور خودکار به معنای گوشت منفعل در تقابل با روح یا ذهن پویا نیست.

اگرچه ممکن است پروژه شوسترمن در نگاه اول کاملاً نوآورانه و حتی شمایل‌شکن به نظر برسد، اما عناصر مختلف آن، همان‌طور که خود شوسترمن اذعان می‌کند، می‌تواند در بسیاری از سنت‌ها ردیابی شود: فلسفه یونان باستان و فلسفه‌های غربی متأخر (میشل دو مونتاین، جان دیویی، میشل فوکو)، و همچنین حکمت شرق آسیا مانند کنفوسیوسیسم. تن‌زیبایی‌شناسی به سه شاخه اساسی تقسیم می‌شود:

- تن‌زیبایی‌شناسی تحلیلی، که یک کار توصیفی و نظری است که به توضیح ماهیت ادراکات و اعمال بدنی ما و عمل‌کرد آن‌ها در دانش و ساخت جهان ما اختصاص دارد. این قسم، علاوه بر مباحث سنتی در فلسفه ذهن، هستی‌شناسی و معرفت‌شناسی، موضوع ذهن و بدن و نقش عوامل جسمانی در آگاهی و کنش، تن‌زیبایی‌شناسی تحلیلی، و همچنین شامل انواع تحلیل‌های تبارشناسی، جامعه‌شناختی و فرهنگی است که بوووار، فوکو [و] پیر بوردیو ارائه کرده‌اند.
- تن‌زیبایی‌شناسی عمل‌گرایانه، که (برخلاف «زیبایی‌شناسی تحلیلی، که منطق آن اساساً توصیفی است») «ویژگی کاملاً هنجاری و تجویزی دارد، زیرا شامل پیشنهاد روش‌های خاص بهبود جسمانی یا درگیر شدن در مقایسه، توضیح و نقد آن‌ها می‌شود».
- تن‌زیبایی‌شناسی عملی، که «شامل درگیر شدن در برنامه‌های تمرین منضبط، تأملی و بدنی با هدف خودسازی جسمانی است».

خود شوسترمن در هر سه زیر رشته تن‌زیبایی‌شناسی کار می‌کند:
- او در حوزه تحلیلی وضعیت بدن را به‌عنوان واسطه اساسی وجود انسان و نقش اساسی آن در حوزه شناخت، اخلاق، سیاست می‌داند و تن‌زیبایی‌شناسی را تئوری می‌کند.[۶۲]
- در تن‌زیبایی‌شناسی عمل‌گرایانه
  - او رشته‌های مختلف جسمی (به‌عنوان مثال، روش فلدنکرایس، تکنیک الکساندر، انرژی زیستی) را تجزیه و تحلیل می‌کند.[۶۳]
  - از متفکران مختلف مانند ادموند بورک، ویلیام جیمز، موریس مرلوپونتی، سیمون دوبووار و میشل فوکو انتقاد می‌کند، که ارزش انواع مراقبت‌های جسمی را نادیده می‌گیرند.[۶۴]
  - موضوع هنرهای وابسته به عشق شهوانی آسیایی را به دقت بررسی می‌کند.[۶۵]
  - ارزش تن‌زیبایی‌شناسی برای آموزش در علوم انسانی را مورد بحث قرار می‌دهد.[۶۶]
- او به‌عنوان یک پزشک تأییدشده و یک درمان‌گر جسمی، کارگاه‌هایی در مورد تن‌زیبایی‌شناسی برگزار می‌کند، که شامل تمرین‌های عملی است، و همچنین تجربه‌ای در درمان موارد مختلف ناتوانی‌های جسمی دارد.

تن‌زیبایی‌شناسی، قبلاً بر بسیاری از محققانی که در زمینه‌های مختلفی مانند فلسفه، آموزش هنر، تئوری رقص، مطالعات سلامت و تناسب اندام کار می‌کنند، تأثیر گذاشته‌است.

### تن‌زیبایی‌شناسی و هنر
تن‌زیبایی‌شناسی خود را برای چندین شکل هنری مفید نشان داده‌است. در درک مدرن و ارسطویی از موسیقی، بین توانایی‌های شناختی هنرمند (poiesis) و پذیرش مخاطب، جدایی زیبایی‌شناختی وجود دارد. تجربه دومی از کنش (پراکسیس) اثر هنری است. شوسترمن با استفاده از سرنخ‌هایی از شاعرانی مانند والری و تی اس الیوت، که فرایند زمانی دو مرحله‌ای را برای تجربه زیبایی‌شناختی تأیید می‌کنند، از ایده «حضور ادراکی» سوما برای ادغام این فرایند استفاده کرده‌است.
شوسترمن استدلال کرده‌است که تن‌زیبایی‌شناسی می‌تواند به عمل‌کرد حیاتی معماری کمک کند. بدن (سوما)، همان‌طور که در علم زیبایی‌شناسی فهمیده می‌شود، دارای ویژگی‌های متعددی با معماری است و به این ترتیب، انعکاس جسمانی می‌تواند منبعی روشن‌گر باشد.
در عکاسی، مهارت جسمانی در تنظیم عکس و ژست گرفتن نقش دارد. دوربین به خودی خود، در سادگی و ثبت فوری یک سوژه با فشار دکمه، ژست فردی در یک رابطه پرتنش با دوربین قفل می‌شود، زیرا «این خودنمایی را مضمون می‌کند و با تمرکز بر کادربندی، آن را واضح می‌سازد. یک لحظه خاص از چنین خودنمایی و تثبیت آن در تصویری دائمی که خود را برحسب آن لحظه تجربی عینیت می‌بخشد و تعریف می‌کند، تصویری که می‌تواند به‌طور نامحدود بازتولید شود و به‌عنوان بازنمایی از آنچه خود واقعاً هست، پخش شود.»
شوسترمن جنبه آموزشی رقص را مشخص می‌کند و می‌گوید: «این یک آموزش در حرکات منظم، ماهرانه، ژست‌های زبانی و رفتاری ظریف است، که تجربه آن در اجرا می‌تواند شادی‌ها و هارمونی شفابخش لذت زیبایی‌شناختی را به رقصنده بدهد، و تسلط در آن نیز در زندگی واقعی خارج از صحنه، کاربردهای مفیدی دارد." شوسترمن همچنین از هنرهای غیرغربی مانند تئاتر نو و نظریه‌های زآمی موتوکیو استفاده کرده‌است. تئوری‌های رقص زآمی، آگاهی جسمی گسترده و عمیق را از طریق آموزش تشویق می‌کند.

## آثار برگزیده
- موضوع نقد ادبی (آمستردام: رودوپی، ۱۹۸۴).
- تی اس الیوت و فلسفه نقد (لندن و نیویورک: انتشارات دانشگاه داکورث و کلمبیا، ۱۹۸۸).
- زیبایی‌شناسی تحلیلی (آکسفورد: بلک‌ول، ۱۹۸۹) - ویراستار.
- چرخش تفسیری: فلسفه، علم، فرهنگ (ایتاکا: انتشارات دانشگاه کرنل، ۱۹۹۱) - ویرایش‌شده با دی. هیلی و جی. بوهمن
- زیبایی‌شناسی پراگماتیست: زیبایی زندگی، هنر بازاندیشی (آکسفورد: بلک‌ول، ۱۹۹۲) - به زبان انگلیسی منتشرشده و به ۱۴ زبان ترجمه شده‌است: چینی، آلمانی، پرتغالی، ژاپنی، کره ای، فنلاندی، اسپانیایی، رومانیایی، مجارستانی، اسلواکیایی، فرانسوی، ایتالیایی، روسی و لهستانی
- تمرین فلسفه: پراگماتیسم و زندگی فلسفی (نیویورک: روتلج، ۱۹۹۷) - ترجمه‌شده به آلمانی، فرانسوی، چینی و لهستانی.
- تفسیر، نسبی‌گرایی و متافیزیک فرهنگ (نیویورک: Humanity Books، ۱۹۹۹) - ویرایش‌شده با مایکل کراوس.
- بوردیو: خواننده انتقادی (آکسفورد: بلک‌ول، ۱۹۹۹) - ویراستار.
- پایان تجربه زیبایی‌شناختی (پائو: انتشارات دانشگاه پائو، ۱۹۹۹).
- اجرای زنده (ایتاکا: انتشارات دانشگاه کرنل، ۲۰۰۰) - به آلمانی ترجمه شده‌است.
- زیبایی‌شناسی عمل‌گرا: زیبایی زنده، هنر بازاندیشی، ویرایش دوم با مقدمه‌ای ویژه و فصلی جدید، (نیویورک: رومن و لیتلفیلد، ۲۰۰۰).
- سطح و عمق: دیالکتیک نقد و فرهنگ (ایتاکا: انتشارات دانشگاه کرنل، ۲۰۰۲).
- محدوده پراگماتیسم و محدودیت‌های فلسفه (آکسفورد: بلک‌ول، ۲۰۰۴) - ویراستار.
- آگاهی بدنی: فلسفه ذهن آگاهی و تن‌زیبایی‌شناسی (نیویورک: انتشارات دانشگاه کمبریج، ۲۰۰۸) - ترجمه‌شده به فرانسوی، لهستانی، چینی، پرتغالی، و کره ای.
- تفکر از طریق بدن: مقالاتی در زمینه زیبایی‌شناسی (کمبریج: انتشارات دانشگاه کمبریج، ۲۰۱۲) - ترجمه به مجارستانی و لهستانی.
- ماجراهای مرد طلایی (Les Aventures de L'Homme en) (پاریس: ویرایش‌های هرمان، ۲۰۱۶) - نسخه دو زبانه انگلیسی/فرانسوی با تصاویر یان توما- ترجمه‌شده به چینی.
- تجربه زیبایی‌شناسی و تن‌زیبایی‌شناسی. لیدن/بوستون، بریل، ۲۰۱۸. (جلد اول مجموعه کتاب مطالعات تن‌زیبایی‌شناسی) - ویراستار.
- بدن‌ها در خیابان‌ها: زیبایی‌شناسی زندگی شهری ( لیدن/بوستون، بریل، ۲۰۱۹) - ویراستار.
- «ماجراهای مرد طلایی: گذر از هنر و زندگی، به دنبال آن «فیلسوف بدون گفتار»» و «تجربه زیبایی‌شناختی و فرسودگی مرزها». ترجمه توماس موندمه، سایمون گیسینجر، و ویلفرد لافورژ، پاریس، هرمان، ۲۰۲۰.
- «هنرهای وابسته به عشق شهوانی: سکس و زیبایی‌شناسی در هنرهای کلاسیک عشق» (انتشارات دانشگاه کمبریج، ۲۰۲۱).
- «فلسفه و هنر نوشتن» (روتلج، ۲۰۲۲).

## مطالعه بیشتر در مورد شوسترمن

### کتاب به زبان انگلیسی
- مالسکی، وویچیچ. تجسم پراگماتیسم: فلسفه و نظریه ادبی ریچارد شوسترمن (فرانکفورت: پیتر لانگ، ۲۰۱۰).
- کوچانوویچ، دوروتا، و وویچیچ، مالکی. پراگماتیسم شوسترمن: بین ادبیات و زیبایی‌شناسی (آمستردام، نیویورک: رودوپی، ۲۰۱۲).
- آبرامز، جرولد جی. شوسترمن: از فلسفه هیپ‌هاپ تا سیاست و هنرهای نمایشی. (بوستون: بریل، ۲۰۲۲).

### کتاب به زبان‌های دیگر
- سالاوریا، هایدی. محدوده خودعمل‌گرایی و عمل خلاق [آلمانی] (برلین: آکادمی، ۲۰۰۷).
- سه چهره پراگماتیسم: دربارهٔ جان دیویی، آر. رورتی و ر. شوسترمن، فلسفه، زیبایی‌شناسی و سیاست فرهنگی [چینی] (انتشارات دانشگاهی علوم اجتماعی، ۲۰۰۹).
- مطالعه ای در مورد زیبایی‌شناسی پراگماتیست جدید شوسترمن [چینی] (انتشارات دانشگاه شاندونگ، ۲۰۱۲).
- چرخش جسمانی و دگرگونی زیبایی‌شناسی: مطالعه‌ای در مورد زیبایی‌شناسی شوسترمن [چینی] (پکن: انتشارات علوم اجتماعی چین، ۲۰۱۶).
- مالکی، وویچیچ. تجسم پراگماتیسم: فلسفه و نظریه ادبی ریچارد شوسترمن [لهستانی] (۲۰۱۹).
- وانگ یقین . تحقیق در مورد اندیشه زیبایی‌شناختی ریچارد شوسترمن [چینی] (انجمن نظریه ادبی چین، ۲۰۲۰).

### کتاب ترجمه‌شده به فارسی
- تجربه زیباشناختی، ترجمه  وقفی‌پور ، شهریار، انتشارات ایجاز، ۱۳۹۸، شابک ‎۹۷۸-۶۰۰-۹۷۲۹۱-۹-۷.

## مقالات علمی
- شوسترمن، ریچارد. «الیوت و راسکین»، مجله ادبیات تطبیقی و زیبایی‌شناسی (JCLA)، جلد. VII، شماره ۱–۲، ۱۹۸۴ (ص. ۳۵–۴۹).
- آبرامز، جی جی «پراگماتیسم، هوش مصنوعی، و اخلاق زیستی پساانسان: شوسترمن، رورتی، فوکو». مطالعات انسانی ۲۷، ۲۰۰۴.
- آبرامز، جی جی «زیبایی‌شناسی و اخلاق: سانتایانا، نیچه و شوسترمن.» The Modern Schoolman 81:4 (1004).
- آلتیری. سی. «حس عملی - اشیاء غیرعملی: چرا نئوپراگماتیسم نمی‌تواند زیبایی‌شناسی را حفظ کند.» اصلی: سال‌نامه پژوهش در ادبیات انگلیسی و آمریکایی ۱5 (1999).
- آرنولد، پی‌جی، «تن‌زیبایی‌شناسی، آموزش، و هنر رقص.» مجله آموزش زیبایی‌شناسی ۳۹:۱ (بهار ۱۳۸۴)
- بالاکریشنان، وینرود و سواتی الیزابت کوریان. پیشگفتار دکتر ریچارد شوسترمن. «تن‌زیبایی‌شناسی و یوگاسوترا: خواندنی از طریق فیلم». مؤسسه ویشواناتا کاویراجا، دلفی نیو، 2020. مجله تن‌زیبایی‌شناسی، جلد. ۶، شماره ۲، ۲۰۲۰.
- بارنز، تی جی «پراگماتیسم آمریکایی: به سوی یک مقدمه جغرافیایی.» ژئوفروم ۳9 (2008).
- Bourmeau, S. «Le corps au coeur." Les Inrockuptibles 629 (18 دسامبر ۲۰۰۷).
- Ghosh, RK «هنر به عنوان نمایشنامه و سنت هندی.» مجله زیبایی‌شناسی و نقد هنر ۶۱:۳ (تابستان ۱۳۸۲).
- گرابس، اچ. «احیای زیبایی‌شناسی پراگماتیست». REAL: سال‌نامه پژوهش در ادبیات انگلیسی و آمریکایی ۱5 (1999).
- Guerra, G. «Practicing Pragmatism: Richard Shusterman's Unbound Philosophy.» مجله تربیت زیبایی‌شناسی ۳۶:4 (2002).
- هاسکینز، سی، «جسم‌های زنده، اصالت و رمانتیسم». مجله آموزش زیبایی‌شناسی ۳۶:۴ (زمستان ۱۳۸۱).
- هیگینز، کی. «زندگی و احساس در خانه: اجرای زنده شوسترمن.» مجله تربیت زیبایی‌شناسی ۳۶:4 (2002).
- جی، ام. «Somaesthetics and Democracy: Dewey and Contemporary Body Art.» مجله آموزش زیبایی‌شناسی ۳۶:۴ (زمستان ۱۳۸۱).
- جانستون، JS «بازتابی در مورد دیویی شوسترمن.» مجله آموزش زیبایی‌شناسی ۳۸:۴ (زمستان ۱۳۸۳).
- لدی، تی. «مور و شوسترمن در مورد کل‌های آلی.» مجله زیبایی‌شناسی و نقد هنر ۴۹:۱ (زمستان ۱۹۹۱).
- لدی، تی. «تن‌زیبایی‌شناسی عمل‌گرایانه شوسترمن.» مجله فلسفه نظری ۱۶:1 (2002).
- ماهر، جی سی «هیپ هاپ برشتی. آموزش و تولید خود در میکس نوارهای سیاسی پس از گانگستا.» مجله مطالعات سیاه ۳۶:۱ (سپتامبر ۲۰۰۵).
- Maleuvre, D. «هنر و نقد: آیا درک باید تفسیر کننده باشد؟» ماده ۳۰:۳ (بررسی زیبایی‌شناسی پراگماتیست).
- مولیس، EC "Somaesthetics اجرایی: اصول و دامنه.» مجله آموزش زیبایی‌شناسی ۴۰:۴ (زمستان ۱۳۸۵).
- Nehamas, A. «ریچارد شوسترمن در مورد لذت و تجربه زیبایی‌شناختی.» مجله زیبایی‌شناسی و نقد هنر ۵۶:۱ (زمستان ۱۹۹۸).
- رورتی، آر. «پاسخ به ریچارد شوسترمن.» ریچارد رورتی. گفتگوهای انتقادی ویرایش‌ها M. Festenstein و S. Thompson. کمبریج: چاپ پولی، ۲۰۰۱.
- Salaverría, H. «لذت بردن از مشکوک. دربارهٔ تعلیق‌های دگرگون‌کننده در زیبایی‌شناسی عمل‌گرا». مجله اروپایی پراگماتیسم و فلسفه آمریکایی، جلد ۴، شماره ۱، 2012. http://lnx.journalofpragmatism.eu/
- Säätelä، S. «بین روشن‌فکری و "Somaesthetics». چهاردهمین کنگره بین‌المللی زیبایی‌شناسی، مجموعه مقالات بخش دوم. ویرایش‌ها A. Erjavec, L. Kreft و M. Bergamo, ' Filozofski Vestnik 2 (1999).
- سولز، A. «عمل، تئوری، لذت، و مشکلات فرم و مقاومت: تن‌زیبایی‌شناسی عمل‌گرایانه شوسترمن.» مجله فلسفه نظری ۱۶:1 (2002).
- Sukla, AC "Body Consciousness, Mindfulness, Somaesthetics» - مروری بر "آگاهی بدنی: فلسفه ذهن آگاهی و somaesthetics" شوسترمن (کمبریج، ۲۰۰۸). مجله ادبیات تطبیقی و زیبایی‌شناسی (JCLA)، جلد. XXXI، شماره ۱–۲، ۲۰۰۸ (ص. ۷۱–۷۸).
- تیلور، PC «تز دو دیویی، ادامه: تن‌زیبایی‌شناسی عمل‌گرایانه شوسترمن.» مجله فلسفه نظری ۱۶:1 (2002).
- Tupper, KW "Entheogens & Education: بررسی پتانسیل روانگردان‌ها به عنوان ابزار آموزشی. مجله آموزش و آگاهی از مواد مخدر ۱:2 (2003).
- Welsch, W. "Rettung durch Halbierung? Zu Richard Shsutermans Rehabilitierung ästetischer Erfahrung." دزفیل، برلین ۴7 (1999).
- Zerbib, D. «ریچارد شوسترمن: les effets secondaires d'une philosophie douce. "LE MONDE DES LIVRES (29.11.07).
- Zerbib, D. «ریچارد شوسترمن: اطلاعات دو سپاه.» LE MONDE DES LIVRES (29.11.07)- مروری بر وجدان du corps اثر ریچارد شوسترمن: pour une soma-esthétique.

### سمپوزیوم در مورد آثار شوسترمن
- «سمپوزیوم زیبایی‌شناسی پراگماتیست، ویرایش دوم»، مجله فلسفه نظری (جلد ۱۶، شماره ۱، ۲۰۰۲، صفحات ۲۶-۳۸).
- «سمپوزیوم: دربارهٔ اجرای زنده ریچارد شوسترمن». مجله تربیت زیبایی‌شناسی (جلد ۲۶، شماره ۴، زمستان ۱۳۸۱، صص ۸۴-۱۱۵).
- «سمپوزیوم نویسنده، ملاقات با منتقدان دربارهٔ تفکر ریچارد شوسترمن از طریق بدن». پراگماتیسم معاصر ۱۲٫۱ (۲۰۱۵).
- «موضوع ویژه در "Somaesthetics ریچارد شوسترمن». مرزهای فلسفه در چین ۱۰٫۲ (۲۰۱۵).
- «سمپوزیوم: Ars Erotica", مطالعات فوکو (جلد ۳۱، ۲۰۲۱، صفحات ۱-۶۱).
- «Ars Erotica Symposium," Eidos (جلد ۵، شماره ۴، 2021). متن کامل در یک سند